# (5015) Litke
(5015) Litke (1975 VP) – planetoida z pasa głównego asteroid okrążająca Słońce w ciągu 3,21 lat w średniej odległości 2,18 j.a. Odkryta 1 listopada 1975 roku.